# Gorenje Sušice
Gorenje Sušice – wieś w Słowenii, w gminie Dolenjske Toplice. W 2018 roku liczyła 113 mieszkańców.